# Instabilità di Jeans
L'instabilità di Jeans è un tipo di instabilità che è all'origine del collasso gravitazionale delle nubi interstellari di gas e della conseguente formazione stellare. Tale instabilità si instaura quando la pressione interna del gas non è in grado di contrastare il collasso gravitazionale cui va naturalmente incontro una nube ricca di materia. Per mantenersi stabile la nube dovrebbe essere in uno stato di equilibrio idrostatico, secondo la relazione: 
{\displaystyle {\dfrac {\mathrm {d} p}{\mathrm {d} r}}=-{\dfrac {G\rho M_{\text{in}}}{r^{2}}}},
con {\displaystyle G} costante di gravitazione universale, {\displaystyle r} raggio della nube, {\displaystyle M_{\text{in}}} massa iniziale della nube e {\displaystyle \rho } densità della nube.
L'equilibrio si mantiene stabile se le piccole perturbazioni che vengono a generarsi si placano entro breve tempo, mentre è instabile se esse si amplificano. In generale la nube è instabile quando il rapporto massa-temperatura (una temperatura troppo bassa per una certa quantità di materia o una massa eccessiva ad una determinata temperatura) fa sì che la gravità non sia efficacemente contrastata dalla pressione; ha così inizio il collasso della nube.
L'instabilità di Jeans determina con una certa approssimazione quando può verificarsi la formazione di nuove stelle nelle nubi molecolari.

## La massa di Jeans
La massa di Jeans deve il suo nome al fisico britannico Sir James Jeans. Egli compì i suoi studi sul collasso gravitazionale in una nube gassosa, dimostrando che, in determinate condizioni, una nube (o parte di essa) poteva diventare instabile e collassare su sé stessa quando veniva a mancare una pressione da parte del gas in grado di controbilanciarne la gravità. La nube si mantiene stabile a masse sufficientemente piccole (dati un determinato raggio e una determinata temperatura); quando la massa critica diventa eccessiva inizia un processo di progressiva contrazione finché non subentrano forze in grado di impedire il collasso. Jeans ricavò una formula per calcolare la massa critica in funzione della sua densità e della temperatura. Una nube è tanto più instabile quanto più è grande la massa della nube e più piccole sono le sue dimensioni e la temperatura.
Il valore approssimato della massa di Jeans deriva da una semplice considerazione fisica applicata a una porzione sferica di una nube gassosa di raggio {\displaystyle R}, massa {\displaystyle M} ed una velocità del suono {\displaystyle c_{s}}. Qualora si applicasse una compressione, le onde sonore impiegherebbero un tempo {\displaystyle t_{s}} per attraversare la nube pari a:
{\displaystyle t_{s}={\frac {R}{c_{s}}}\simeq (5\times 10^{5}{\mbox{ anni}})\left({\frac {R}{0,1{\mbox{ pc}}}}\right)\left({\frac {c_{s}}{0,2{\mbox{ km s}}^{-1}}}\right)^{-1}}
dopo il quale si ristabilisce l'equilibrio del sistema. Contemporaneamente la gravità tende a far contrarre il sistema sempre di più, secondo un tempo di caduta libera {\displaystyle t_{c}}:
{\displaystyle t_{\rm {c}}={\frac {1}{\sqrt {G\rho }}}\simeq (2\times 10^{6}{\mbox{ anni}})\left({\frac {n}{10^{3}{\mbox{ cm}}^{-3}}}\right)^{-1/2}}
dove {\displaystyle G} è la costante di gravitazione universale, {\displaystyle \rho } è la densità del gas nella regione e {\displaystyle n=\rho /\mu } è la densità del gas moltiplicata per la massa media delle particelle {\displaystyle \mu =3,9\times 10^{-24}} {\displaystyle g}, tipica delle nubi di idrogeno molecolare con un 20% di elio.
Quando il tempo di propagazione del suono risulta minore del tempo di caduta libera, prevalgono le forze di pressione e il sistema raggiunge un equilibrio stabile; ma quando accade il contrario la gravità prevale e la regione va incontro ad un collasso gravitazionale. La condizione perché ciò accada è data dalla disequazione:
{\displaystyle t_{\rm {c}}<t_{s}}
Dopo un breve calcolo algebrico si noterà che la risultante delle lunghezze di Jeans {\displaystyle R_{J}} è approssimativamente:
{\displaystyle R_{J}={\frac {c_{s}}{\sqrt {G\rho }}}\simeq (0,4{\mbox{ pc}})\left({\frac {c_{s}}{0,2{\mbox{ km s}}^{-1}}}\right)\left({\frac {n}{10^{3}{\mbox{ cm}}^{-3}}}\right)^{-1/2}}
Questa scala di grandezze è nota come lunghezza di Jeans. Tutte le misure maggiori della lunghezza di Jeans sono instabili e collassano facilmente, mentre misure più piccole sono stabili. La massa di Jeans {\displaystyle M_{J}} è dunque la massa contenuta in una sfera di raggio pari alla lunghezza di Jeans, che viene calcolata secondo la relazione
{\displaystyle M_{J}=\left({\frac {4\pi }{3}}\right)\rho \left({\frac {R_{J}}{2}}\right)^{3}=\left({\frac {\pi }{6}}\right){\frac {c_{s}^{3}}{G^{3/2}\rho ^{1/2}}}\simeq (2{\mbox{ M}}_{\odot })\left({\frac {c_{s}}{0,2{\mbox{ km s}}^{-1}}}\right)^{3}\left({\frac {n}{10^{3}{\mbox{ cm}}^{-3}}}\right)^{-1/2}}
Gli astrofisici successivi notarono degli errori nell'analisi di Jeans: egli infatti dava per assunto che la regione in fase di collasso fosse circondata da un mezzo infinito e statico. In effetti, poiché anche tutte le scale maggiori della lunghezza di Jeans posseggono delle instabilità in grado di farle collassare, qualunque mezzo statico che inizialmente si trova intorno alla nube finirebbe per collassare. Ne consegue che il tasso di crescita dell'instabilità gravitazionale relativa alla densità del substrato collassante è più lento di quanto fosse stato preannunciato dall'analisi di Jeans. Questa svista è stata denominata «imbroglio di Jeans». In seguito le analisi eseguite da Hunter corressero questo effetto errato.